# Premio Letterario Internazionale San Domenichino
Il Premio Letterario Internazionale San Domenichino è un'onorificenza di valore internazionale dedicato alla poesia e attribuito annualmente ad autori viventi.  

## Storia
Il Premio Internazionale San Domenichino trae le sue origini da una tradizione popolare iniziata nel 1914 a Massa, in Toscana, in occasione della festività di “San Domenichino”, celebrata il giorno successivo a San Domenico. 
Nel 1958, grazie all'iniziativa di Padre Gesualdo Grassi, il Premio Letterario San Domenichino venne ufficialmente fondato. Padre Grassi, che fu anche presidente delle prime due edizioni, organizzò le prime sei edizioni del premio, dal 1958 al 1963. Il comitato promotore e fondatore includeva, oltre a Padre Grassi, Giuseppe Bertozzi, Lino Steli, Lino Marchi, Giovanni Ravera, Mario Cagetti, Giovanni Bugliani e il segretario Decimo Del Fiandra.

## Edizioni

### Prime Edizioni (1958-1963)
La prima edizione del Premio comprendeva due sezioni: Poesia e Prosa in dialetto massese, con sette partecipanti, tutti provenienti dalla zona apuana. I premi consistevano in tre fiaschi di vino e 5.000 lire. La giuria era composta dai membri del comitato fondatore. Questo premio mirava a valorizzare la cultura locale attraverso la poesia dialettale, dando spazio ai talenti locali in un contesto festivo e comunitario.

### Sospensione e Rilancio (1964-1988)
Dopo l’improvvisa scomparsa di Padre Gesualdo Grassi nel 1964, il Premio fu sospeso per due anni. Riprese nel 1966 con la sola sezione di “Poesia in lingua”, sotto la nuova presidenza del prof. Giovanni Bugliani, che mantenne l'incarico per 31 anni. Durante questo periodo, la giuria fu completamente rinnovata, seguita da un periodo di crescita e consolidamento del premio.
Nel 1988, venne introdotta una nuova sezione dedicata al “Libro Edito”, espandendo ulteriormente la portata del premio e promuovendo la pubblicazione di opere letterarie. Da allora, il Premio si è stabilizzato su due principali categorie: “Poesia Inedita” e “Libro Edito”.

### Evoluzione e Struttura Organizzativa (1991-2009)
Nel 1991, fu costituita una nuova organizzazione, il “Centro Culturale San Domenichino”, con uno statuto che rifletteva le aspirazioni dei fondatori e mirava alla diffusione della cultura e della poesia come linguaggio universale. Questa struttura organizzativa contribuì a consolidare e ampliare la rilevanza del premio a livello nazionale e internazionale.
Nel 1995, il Premio acquisì la denominazione ufficiale “Città di Massa”.
Nel 1997, fu istituito il “Premio della Cultura e/o Carriera San Domenichino”, assegnato a personalità di rilievo come Mario Luzi, Rita Levi Montalcini e Andrea Bocelli.
A partire dal 2003, il Premio ha coinvolto anche le scuole, permettendo agli studenti delle scuole superiori di Massa Carrara di partecipare come “Giuria Popolare” per la sezione “Poesia inedita”. Nel 2009, il “Premio della Cultura” fu attribuito alla città di Bad Kissingen in Germania, gemellata con Massa.

### Riconoscimenti e Collaborazioni (2010-2024)
Nel 2012, venne pubblicata l'11ª edizione dell’antologia “I Poeti del San Domenichino”. Nel 2013, il Premio aggiunse nuove sezioni per la narrativa, ampliando così la propria denominazione in “Premio letterario di POESIA e NARRATIVA San Domenichino – Città di Massa”. Nel 2016 e nel 2020, il Consiglio Direttivo fu rinnovato, e la struttura del Premio si arricchì ulteriormente con nuove sezioni e collaborazioni.
Nel 2024, viene introdotta una nuova sezione “Letteratura per ragazzi – Premio Pinocchio”, consolidando ulteriormente la posizione del San Domenichino come un evento di grande prestigio nel panorama letterario internazionale e confermandolo come il premio per la poesia più longevo d'Italia.

## Giuria[4]
Nel corso della sua lunga storia, il Premio Internazionale San Domenichino ha visto l'avvicendarsi di numerose personalità illustri nella composizione delle sue giurie.

### 1958-1963: Le Prime Giurie
Le giurie delle prime edizioni del Premio (1958-1963) erano formate dai membri del comitato fondatore, guidato da Padre Gesualdo Grassi, che fu presidente per le prime due edizioni. Tra i giurati di questo periodo spiccano:
- Padre Gesualdo Grassi: Ispiratore e attivissimo organizzatore del premio, ha dato l'impronta iniziale alle prime giurie.
- Giuseppe Bertozzi
- Lino Steli
- Lino Marchi
- Giovanni Ravera
- Mario Cagetti
- Giovanni Bugliani
- Decimo Del Fiandra: Segretario del comitato e giurato.

La giuria era incaricata di valutare le opere nelle sezioni di Poesia e Prosa in dialetto massese, con un forte focus sulla promozione della cultura locale.

### 1966-1988: La Rinnovata Giuria e il Rilancio
Dopo la sospensione del premio nel 1964 e 1965 a causa della scomparsa di Padre Gesualdo Grassi, la giuria fu rinnovata nel 1966 sotto la presidenza del prof. Giovanni Bugliani, che rimase presidente per 31 anni. Durante questo periodo, la giuria si arricchì di nuovi membri provenienti dal mondo accademico e letterario:
- Prof. Giovanni Bugliani: Presidente della giuria dal 1966.
- Aldo Gabrielli: Lessicografo e filologo.
- Mino Maccari: Pittore e scrittore.
- Gino Spinelli dé Santelena: Critico letterario.

Questo periodo segnò un'importante fase di consolidamento e espansione del Premio, con un accresciuto riconoscimento della giuria nel mondo letterario.

### 1988-1995: Apertura al "Libro Edito" e Rafforzamento
Con l'introduzione della sezione "Libro Edito" nel 1988, la giuria del Premio si adattò per includere esperti in pubblicazioni letterarie e poeti di rilievo:
- Romano Battaglia: Giornalista e scrittore.
- Mario Cagetti: Poeta e membro del comitato fondatore.
- Aldo Valleroni: Critico e poeta.
- Riccarda Bulleri: Critica letteraria.

L'apertura al "Libro Edito" richiese un ampliamento delle competenze della giuria, che doveva ora valutare non solo poesie inedite ma anche opere pubblicate.

### 1996-2012: Internazionalizzazione e Nuove Sezioni
Dal 1996, con la presidenza del prof. Comm. Franco Pedrinzani e del Cav. Franco Tortorella come Segretario Generale, ampliando le sezioni in concorso e aumentando il numero di partecipanti. Le giurie si arricchirono di nomi noti nel panorama culturale e letterario:
- Franco Pedrinzani: Presidente dal 1996, riconfermato per più quinquenni.
- Franco Tortorella: Segretario Generale.
- Alessandro Quasimodo: Attore e poeta.
- Silvio Matelli: Critico letterario.
- Gabriella M. Valentini: Scrittrice e critica.

Questo periodo vide l'introduzione di sezioni specifiche per poeti esteri e giovani autori, richiedendo alla giuria una maggiore apertura e diversificazione.

### 2013-2024: Modernizzazione e Inclusività
Nel 2013, con l'elezione dell’avv. Giacomo Bugliani come presidente e del geom. Dino Eschini come segretario generale, la giuria del Premio ha continuato ad evolversi, accogliendo nuove figure e aggiornando le sezioni in concorso per includere anche narrativa edita e inedita. I membri più recenti della giuria includono:
- Giacomo Bugliani: Presidente dal 2013.
- Franco Tortorella: Vicepresidente dal 2016.
- Dino Eschini: Segretario generale.
- Gabriele Boni: Nuovo segretario dal 2020.
- Rosaria Bonotti: Membro della giuria con incarichi vari.
- Franco Pezzica: Critico letterario.
- Franco Farina: Critico e autore.
- Guido Zavanone: Critico letterario.
- Cristiano Valsega: Scrittore e poeta.
- Manrico Testi: Critico e autore.
- Giacomo Bugliani: Scrittore e critico.

Con la 62ª edizione nel 2024, che ha visto l’introduzione della sezione "Letteratura per ragazzi – Premio Pinocchio", la giuria continua a espandersi e modernizzarsi, accogliendo giurati con competenze in diverse aree della letteratura.